# Lexington Arch
Pour les articles homonymes, voir Lexington.
Lexington Arch est une arche naturelle américaine dans le comté de White Pine, au Nevada. Elle est située à 2 576 mètres d'altitude dans le chaînon Snake et est protégée au sein du parc national du Grand Bassin.